# Ruby Hunter
Ruby Charlotte Margaret Hunter (Ngarrindjeri lands, 31 oktober 1955 – 17 februari 2010) was een Aboriginal Australische singer-songwriter en gitarist. Ze was een Ngarrindjeri-vrouw, die vaak optrad met haar partner Archie Roach, die ze op 16-jarige leeftijd ontmoette, terwijl ze beiden dakloze tieners waren. Geboren bij de monding van de Murray River in de Coorong regio van Zuid-Australië, werd Hunter op 8-jarige leeftijd met geweld uit haar familie gehaald als onderdeel van de Stolen Generation.

## Biografie
Hunter trad in 1988 voor het eerst op in het openbaar tijdens een festival in het Bondi Pavilion in Sydney, waar ze Proud, Proud Woman ten gehore bracht, het eerste liedje dat ze had geschreven. In 1990 schreef ze het autobiografische Down City Streets, dat werd uitgevoerd door Roach op zijn debuut soloalbum Charcoal Lane. In 1994 werd Hunter de eerste inheemse Australische vrouw, die een solo rockalbum opnam en als eerste Aboriginal vrouw tekende bij een groot platenlabel, toen ze haar debuutalbum Thoughts Within uitbracht.
Ze maakte haar acteerdebuut in One Night the Moon. Met Roach en Paul Grabowsky] schreef en vertolkte ze het concert Ruby's Story, die haar levensverhaal vertelt door middel van zang en gesproken woord. Bij de National Indigenous Music Awards in 2020 werd Hunter opgenomen in de Hall of Fame.

## Als auteur
Hunter was de auteur van Butcher paper, texta, black board and chalk, een kinderzangboek met Aboriginal liedjes over land, gezondheid en leven. Veel van de liedjes zijn geschreven door middel van songwriting en muziekworkshops, gehouden door Hunter en Roach met kinderen in Queensland.
In 2005 werd Hunter door Deborah Conway uitgenodigd om deel te nemen aan het Broad Festival project, samen met drie andere Australische vrouwelijke artiesten, waar ze hun eigen en elkaars liedjes ten gehore brachten. Met Hunter en Conway waren Sara Storer, Katie Noonan en Clare Bowditch.

## Privéleven en overlijden
Als kind woonde Hunter met haar broers, Wally, Jeffrey en Robert en zus Iris met hun grootmoeder en grootvader in het Aboriginalreservaat op Point McLeay (later Raukkan genoemd) op Lake Alexandrina in het Coorong gebied van Zuid-Australië. Op een dag werd Wally door regeringsfunctionarissen van de straat gehaald en toen namen de mannen de rest van de kinderen mee uit hun huis, onder het voorwendsel dat ze naar het circus werden gebracht. Daarna woonde Ruby in inrichtingen en pleeggezinnen, als een van de gestolen generaties, voordat ze naar Adelaide afreisde, waar ze voor een periode in het People's Palace van het Leger des Heils verbleef, waar ze Roach ontmoette. Ze hadden later twee zonen en voedden drie kinderen op.
Ruby Hunter overleed op 17 februari 2010 aan een hartaanval op 54-jarige leeftijd. Haar partner Archie Roach richtte de Ruby's Foundation op om haar erfenis te helpen voortzetten. De stichting is gewijd aan het creëren van mogelijkheden voor Aboriginal mensen door middel van de bevordering, viering en ondersteuning van Australische Aboriginal cultuur.

## Onderscheidingen

### ARIA Music Awards
De ARIA Music Awards is een jaarlijkse prijsuitreiking, die uitmuntendheid, innovatie en prestatie in alle genres van Australische muziek erkent.
- 1995:	Thoughts Within - ARIA Award voor Best Indigenous Release (nominatie)
- 2000:	Feeling Good - ARIA Award voor Best Indigenous Release (nominatie)

### The Deadly Awards
The Deadly Awards, algemeen bekend als The Deadlys, was een jaarlijkse viering van de Australische Aboriginal en Torres Strait Islander prestatie in muziek, sport, entertainment en gemeenschap. Dit liep van 1995 tot 2013.
- Deadly Awards 2000 - haarzelf - Female Artist of the Year (gewonnen)
- Deadly Awards 2003 - haarzelf & Archie Roach - Outstanding Contribution to Aboriginal and Torres Strait Islander Music (bekroond met)
- Deadly Awards 2004 - Ruby (met Archie Roach en Paul Grabowsky ) - Excellence in Film & Theatrical Score (gewonnen)

### National Indigenous Music Awards
De National Indigenous Music Awards erkennen uitmuntendheid, innovatie en leiderschap onder Aboriginal- en Torres Strait Islander-muzikanten uit heel Australië. Ze begonnen in 2004.
- 2020:	haarzelf - Hall of Fame	(gevolmachtigde)

## Discografie

### Albums
- 1944: Thoughts Within (cd, (Mushroom)
- 2000: Feeling Good (cd, Mushroom)
- 2005: Ruby (met Archie Roach, Australian Art Orchestra & Paul Grabowsky) (cd/download, Australian Art Orchestra)

- MusicBrainz: a4f67a61-0337-449f-ba91-cdcde5b5c9e6
- Trove: 1173679
- Virtual International Authority File: 107914101